# 吉米·达登
詹姆斯·W·达登（英語：James W. Darden，1922年6月19日—1994年4月29日），美国NBA联盟前职业篮球运动员。